# Сюрзяне
Сюрзя́не (рос. Сюрзяне) — присілок в Красногорському районі Удмуртії, Росія.

## Населення
Населення — 19 осіб (2010; 36 в 2002).
Національний склад станом на 2002 рік:
- удмурти — 61 %
- росіяни — 39 %